# 箭纹鸫鹛
箭纹鸫鹛（学名：Turdoides jardineii），是画眉科鸫鹛属的一种，分布于乌干达、纳米比亚、加蓬、安哥拉、赞比亚、南非、斯威士兰、马拉维、肯尼亚、坦桑尼亚、津巴布韦、卢旺达、布隆迪、刚果民主共和国、博茨瓦纳、刚果和莫桑比克。全球活动范围约为3,880,000平方千米。该物种的保护状况被评为无危。
箭纹鸫鹛的平均体重约为71.4克。栖息地包括种植园、亚热带或热带的（低地）湿润疏灌丛、亚热带或热带的旱林、干燥的稀树草原和河流、溪流。